# Ring Lardner
Pour les articles homonymes, voir Lardner.
Ringgold Wilmer Lardner dit Ring Lardner (né le 6 mars 1885 à Niles (Michigan) – mort le 25 septembre 1933 à East Hampton, New York) est un journaliste sportif américain et auteur de nouvelles satiriques sur le monde du sport, le mariage et le théâtre. Son ouvrage principal est You Know Me Al, publié en 1916. Il traite du baseball sous forme d'échanges épistolaires.
Il était l'une des meilleures plumes du journal sportif Sporting News.
Ami proche de F. Scott Fitzgerald, il influença notamment Ernest Hemingway. Il meurt en 1933 de complications d'une tuberculose.
Honoré à titre posthume du Spink Award 1963 au Baseball Hall of Fame, on rappela à cette occasion l'un de ses nombreux bons mots : « Rien n'est plus déprimant qu'un vieil écrivain de baseball. » (Nothing on Earth is more depressing than an old baseball writer.)